# اتفاقية لاهاي لحماية الملكية الثقافية في حالة النزاع المسلح
اتفاقية لاهاي لحماية الملكية الثقافية في حالة النزاع المسلح هي معاهدة دولية تطلب من الموقعين عليها حماية الملكية الثقافية في الحرب. وقد تم التوقيع عليها في 14 مايو عام 1954 في مدينةلاهاي، في هولندا، ودخلت حيز النفاذ في 7 أغسطس 1956. وقد تم التصديق عليها منذ ذلك من قِبل أكثر من 100 دولة.
تعين الاتفاقية علامة واقية تسهل عملية تحديد الممتلكات الثقافية المحمية أثناء النزاع المسلح. ومن الممكن أيضًا الاستخدام الثلاثي لتلك العلامة للإشارة إلى أن هذه الملكية الثقافية الهامة بشكل استثنائي تخضع لحماية خاصة.
في أعقاب الحرب العالمية الثانية، اعتمدت منظمة اليونسكو اتفاقية لاهاي (1954) التي وضعت قواعد لحماية السلع الثقافية أثناء النزاعات المسلحة. وكانت هذه الاتفاقية أول معاهدة دولية تهدف إلى حماية التراث الثقافي في سياق الحرب، والتي سلطت الضوء على مفهوم التراث المشترك وأدت إلى إنشاء اللجنة الدولية للدرع الأزرق (ICBS)، التي يشغل منصب مديرها العام الحالي السيد جولين أنفرنز من المجلس الدولي للمتاحف (ICOM).